# Menetia surda
Menetia surda är en ödleart som beskrevs av  Storr 1976. Menetia surda ingår i släktet Menetia och familjen skinkar.

## Underarter
Arten delas in i följande underarter:
- M. s. cresswelli
- M. s. surda